# Jean-François Teillard-Nozerolles
Pour les articles homonymes, voir Teillard.
Jean-François Teillard-Nozerolles est un homme politique français né le 22 janvier 1800 à Murat (Cantal) et mort le 19 janvier 1844 à Murat.

## Biographie
Substitut du procureur sous la Restauration, puis président du tribunal civil de Murat, il est conseiller général du canton de Murat de 1833 à 1844 et député du Cantal de 1830 à 1844, siégeant dans la majorité soutenant les gouvernements de la Monarchie de Juillet.

## Sources
- « Jean-François Teillard-Nozerolles », dans Adolphe Robert et Gaston Cougny, Dictionnaire des parlementaires français, Edgar Bourloton, 1889-1891 [détail de l’édition]